# Bălești (Vrancea)
Pour les articles homonymes, voir Bălești.
Bălești est une commune du județ de Vrancea en Roumanie.